# 張瑄
張 瑄（ちょう せん、1417年 - 1494年）は、明代の官僚。字は廷璽、号は古愚・安拙翁・観庵。本貫は応天府江浦県。

## 生涯
1417年（永楽15年）7月7日、張俊民の子として生まれた。姉の夫の李侃に経学を学んだ。1441年（正統6年）、郷試に及第した。1442年（正統7年）、進士に及第した。1444年（正統9年）、刑部四川司主事に任じられた。1448年（正統13年）、父が死去したため、辞職して喪に服した。1451年（景泰2年）、喪が明けると、官に復帰して刑部湖広司主事に転じた。1452年（景泰3年）、刑部湖広司員外郎に進んだ。冬、刑部四川司郎中に進んだ。
1453年（景泰4年）、張瑄は吉安府知府に転じた。当地の習俗は巫を尊び、土俗の神像を崇めて休む日はなかった。張瑄はその場に行き合わせると、神像を水中に沈めてしまった。まもなく張瑄が病にかかって重篤に陥ったため、父老はみな神の祟りだといい、神像をもとに戻すよう要請した。張瑄は怒って、これを許さなかった。ほどなく張瑄の病は快癒した。1456年（景泰7年）夏、吉安府で飢饉が起こると、張瑄は上官に報告したが、その返事を待たずに、穀物倉を開いて民衆の救済にあたった。
1460年（天順4年）、推薦により張瑄は広東右布政使に抜擢された。広西の莫文章らの反乱軍が越境して連山県を落とすと、張瑄はこれを討って斬った。また陽山県の周公転の反乱軍や新興県の鄧李保の反乱軍を撃破した。1464年（天順8年）、大藤峡の反乱軍がたびたび属邑を陥落させたことから、張瑄は科に問われて俸給を停止された。1465年（成化元年）、韓雍が大藤峡の反乱を鎮圧すると、張瑄は軍糧輸送の功績を記録されて、銀幣を賜り、俸給ももとに戻された。張瑄は部下を監督して予備の倉62か所を建てさせ、堤防4600か所を修築し、広州府新会県の城壁12か所を増築した。1468年（成化4年）、広東左布政使に進んだ。1469年（成化5年）、張瑄が転任することになると、広東の軍民たちはあい語らって留任を請願した。広東按察副使の陳濂らの請願により、張瑄はそのまま広東左布政使をつとめることとなった。
1472年（成化8年）、張瑄は右副都御史となり、福建巡撫をつとめた。林寿六・魏懐三らの反乱を鎮圧した。浙江に隣接する福安県・寿寧県では、葉旺・葉春らの反乱軍が険阻な地に拠っていた。張瑄は葉旺・葉春を捕えて殺し、反乱軍を解散させた。1474年（成化10年）秋、河南巡撫に転じた。1475年（成化11年）秋、議事があって上京し、流民の安撫や賢者の抜擢など十八事を言上した。黄河が決壊すると、張瑄は振恤を要請した。
1477年（成化13年）、張瑄は北京に召還され、右副都御史・協理都察院事をつとめた。1478年（成化14年）、南京刑部左侍郎に転じ、刑部広東司主事をつとめた。1482年（成化18年）、南京刑部尚書に進んだ。1484年（成化20年）、天文の異変があり、張瑄は弾劾を受けたが、成化帝に不問に付された。1487年（成化23年）春、致仕した。1494年（弘治7年）9月24日、死去した。享年は78。著書に『五経研朱集』22巻・『香泉稿』1巻・『粉署余聞稿』1巻・『凝清集』8巻・『閩汴紀巡録』17巻・『奏議』8巻・『南征録』3巻・『安拙類稿』があった。